# مایدان، گمینا ژموچ
مایدان (به لهستانی: Majdan) یک روستا در منطقه اداری گمینا ژموچ واقع در شهرستان خوم استان لوبلین در شرق کشور لهستان است.